# 하티제 아크바시
하티제 아크바시(튀르키예어: Hatice Akbaş, 2002년 1월 1일~)는 튀르키예의 권투 선수로 2020년 하계 올림픽에서 여자 밴텀급 은메달을 획득했다. 또한 세계 선수권 대회에서 1회 우승, 유러피언 게임에서 동메달 1개를 획득했다.